# Saeftingher Slot

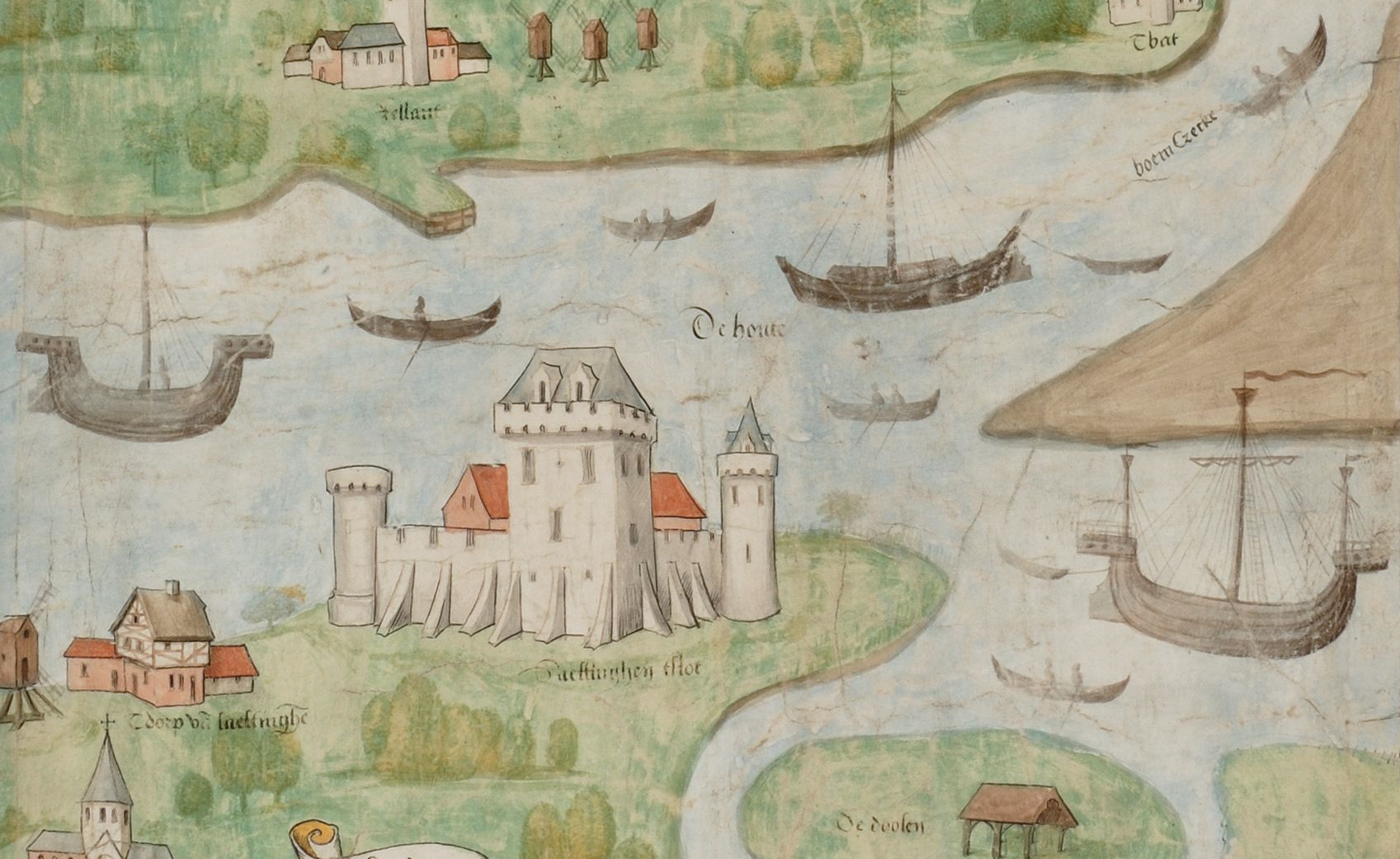
Een deel van de Scheldekaart van Rupelmonde tot de Noordzee uit 1504 of 1505 (deel van het FelixArchief) waarop Saeftinghe en het Saeftingher Slot zijn afgebeeld.

Het Saeftingher Slot was een kasteel bij de plaats Saeftinghe. Tegenwoordig ligt deze plek in het Verdronken Land van Saeftinghe in de gemeente Hulst in de Nederlandse provincie Zeeland. Het kasteel is rond 1279 gebouwd; de laatste restanten zijn in de 16e eeuw verdwenen.

## Geschiedenis
Rond 1279 liet gravin Margaretha II van Vlaanderen uit strategische overwegingen het Saeftingher Slot bouwen aan de oever van de Honte. Dit water was de grens tussen de gewesten Vlaanderen, Zeeland en Brabant en rond het kasteel lag een heerlijkheid. Door het kasteel hier te bouwen toonde de gravin haar macht en had ze controle over de Honte. Schepen op de Honte moesten hier tol betalen. Ten noorden van het kasteel lag een haven.
In de 14e eeuw lag het kasteel niet meer in de Oudelandpolder, maar buitendijks in een schorrengebied. Waarschijnlijk was de polder opgegeven vanwege de stormvloedschade en de sterkere stroming van de Schelde. Rondom het kasteel werd nog wel een beschermende ringdijk aangelegd, die in de 14e en 15e eeuw regelmatig beschadigd werd door stormvloeden en steeds weer werd hersteld. Het schorrengebied zelf werd door de abdij Ter Duinen - die het gebied begin 15e eeuw had gekocht van de Vlaamse graaf - opnieuw bedijkt, maar het kasteel viel buiten de aankoop en dus ook buiten de bedijking. 
Op 1 april 1300 gaf Robert, zoon van graaf Gwijde, het kasteel in leen aan Gerard van Sotteghem. Op een onbekend tijdstip is het kasteel echter weer volledig in grafelijk bezit gekomen, met een baljuw of kastelein als beheerder.
Tijdens de Gentse Opstand (1379-1385) werd het kasteel onderdeel van de strijd. In 1382 belegerde een Gents leger tevergeefs het kasteel, dat door ridder Hector van Voorhoute werd verdedigd. Ook in 1452 werd er strijd geleverd: soldaten probeerden een eind te maken aan de Gentenaren die plunderend door de streek trokken, maar ze werden verslagen en moesten zich op het kasteel terugtrekken.

### Verwoesting
De stormvloeden van 1509, 1530 en 1539 hebben het kasteel mogelijk zwaar beschadigd. Bij die laatste storm werd de ringdijk zelfs grotendeels weggespoeld, maar er was kennelijk nog wel een garnizoen gelegerd en de schade werd daarom hersteld. Mogelijk heeft een Antwerps leger het kasteel verwoest. Een kaart uit de eerste helft van de 16e eeuw toont nog slechts een ruïne, maar een ooggetuige sprak in 1549 nog wel degelijk van een kasteel. In ieder geval liepen de zeedijken en ook de ringdijk weer grote schade op bij de stormen in 1552, waarna werd besloten om de ringdijk niet meer te herstellen. Wat er nog over was van het slot, verviel verder tot ruïne en in 1574 zou er nog slechts wat puin over zijn. Door diverse inundaties verdween het Land van Saeftinghe uiteindelijk in de Schelde en bleef van het kasteel niets meer over.
In de 19e en 20e eeuw zijn er meldingen gedaan van zichtbare restanten van het kasteel. Ook werden diverse vondsten gedaan die naar het kasteel en het dorp verwijzen. Archeologisch onderzoek uit 2001 heeft de exacte locatie van het verdwenen kasteel niet kunnen vaststellen.

## Beschrijving
Het waarschijnlijk vierkante kasteel is rond 1279 gebouwd en had een grote vierkante donjon, twee kleinere ronde hoektorens en een rechthoekig gebouw. De muren waren voorzien van kantelen en waren verstevigd met steunberen.
Naast de donjon stonden twee huizen. Verder waren er een paardenstal, een houten brug en enkele boten aanwezig. In het kasteel zou een gevangenis zijn geweest.
Rondom het kasteel lag een gracht waarvan het waterpeil werd geregeld door een eikenhouten sluis.

### Twee kastelen?
Het oude kasteel zou rond 1400 in een stormvloed zijn verdwenen, waarna Maximiliaan van Oostenrijk in 1484 even verderop een nieuw kasteel zou hebben gebouwd. Andere bronnen melden echter dat het oude slot in of nog vóór 1452 van een bolwerk was voorzien, en dat Maximiliaan in 1484 in de nabijheid van het kasteel een schans liet opwerpen; in 1491 zou hij het kasteel nogmaals hebben versterkt met een bolwerk. Dat zou dus betekenen dat er helemaal geen tweede kasteel heeft bestaan. Waarschijnlijk is er inderdaad geen tweede kasteel gebouwd en hebben er alleen versterkingen plaatsgevonden, die onterecht zijn geïnterpreteerd als de bouw van een nieuw kasteel.
Aldegonde · Kasteel van Axel · Baarland · Baarsdorp · Barbestein · Biervliet · Bieweg · Blodenburg · Huis der Boede · Brijdorpe · Bruëlis · 't Burchtje · Burggravensteen · Buttinge · Coxijde · Crayenstein · Duinbeek · Duivelsberg · Ellewoutsdijk · Filippenburg · Geersdijk · Gistellis · Gravenhof · Slot Haamstede · Kasteel Hellenburg · Herkestein · Heuvelsweg · Hoge Huis · Ter Hooge · Hoogkamer · Kats · Kind van Trente · Kleverskerke · Kortgene · Kreke · Kruiningen · Laterdale · Lodijke · Maalstede (Hulst) · Maalstede (Kapelle) · Magdalon · Hof Ter Moere · Moermond · Te Mortiere · Muiden · Hof ter Nisse (Nisse) · Hof ter Nisse (Ossenisse) · Oostende · Oostende (Goes) · Oosterstein · Poelvoorde · Poortvliet · Popkensburg · De Pottere · Poucques · Pronkenburg · Ravenstein · Saeftingher Slot · Kasteel van Sint-Maartensdijk · Schengen · Sluis · Smallegange · Stavenisse · Tolhuis van Iersekeroord · Huus ter Tolne · Torenberg · Torenhoeve · Toren van Bourgondië · Troye · Valkenisse · Vinninghen · Vlissingen · Voorhoute · Waarde · Watervliet · Weldamme · Welland · Huis te Werf · Te Werve · Westenschouwen · Westhove · Westkerke · Windenburg · Zandenburg · Zwanenburg